# Остеосинтез

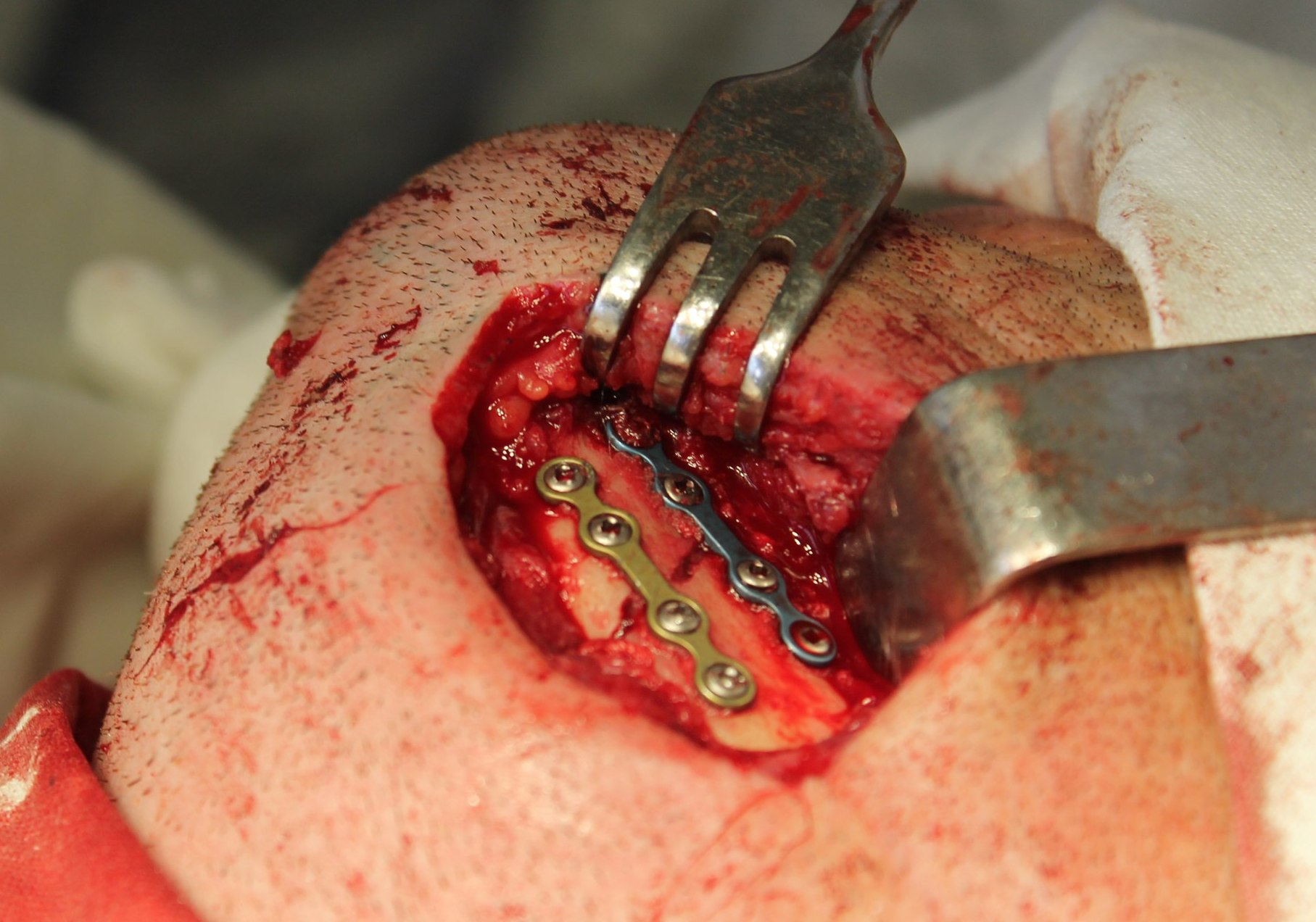
Хірургічне лікування перелому кута нижньої щелепи. Фіксація кісткових уламків пластинами. Принципи остеосинтезу — стабільність (нерухомість уламків, що створює умови для зрощення кісток) та функціональність.

Остеосинтез — хірургічне лікування переломів кісток, що полягає в репозиції та фіксації кісткових уламків механічними конструкціями та імплантами (пластинами, гвинтами, інтрамедулярними стержнями, спицями, дротом). Основною перевагою цього методу лікування є збереження функціональної рухомості кінцівки та найближчих суглобів в період зрощення, прискорення консолідації та відновлення опорної функції кінцівки. Загальноприйняті принципи остеосинтезу — стабільність (нерухомість уламків, що створює умови для зрощення кісток) та функціональність (можливість рухати кінцівкою, при цьому зберігається кровопостачання, попереджається розвиток контрактури, атрофії м'язів).
Головними напрямками розвитку остеосинтезу є мінімізація оперативних втручань, малоінвазивність, зменшення крововтрати та тривалості операцій. Оперативне лікування переломів виконується при непоправному зміщенні, інтерпозиції м'яких тканин, незрощенні кісток та у випадках, коли є загроза стиснення або пошкодження судин та нервів уламками кістки.
В Україні остеосинтез впроваджували Кукруза Л. П., Яцевський О. О., Ревенко Т. А., Георгій Гайко, Корж М. О., Катонін К. І., Микола Анкін, Клімов К. М., Рубленник І. М.[джерело?]

## Рентгенограми кінцівок після остеосинтезу

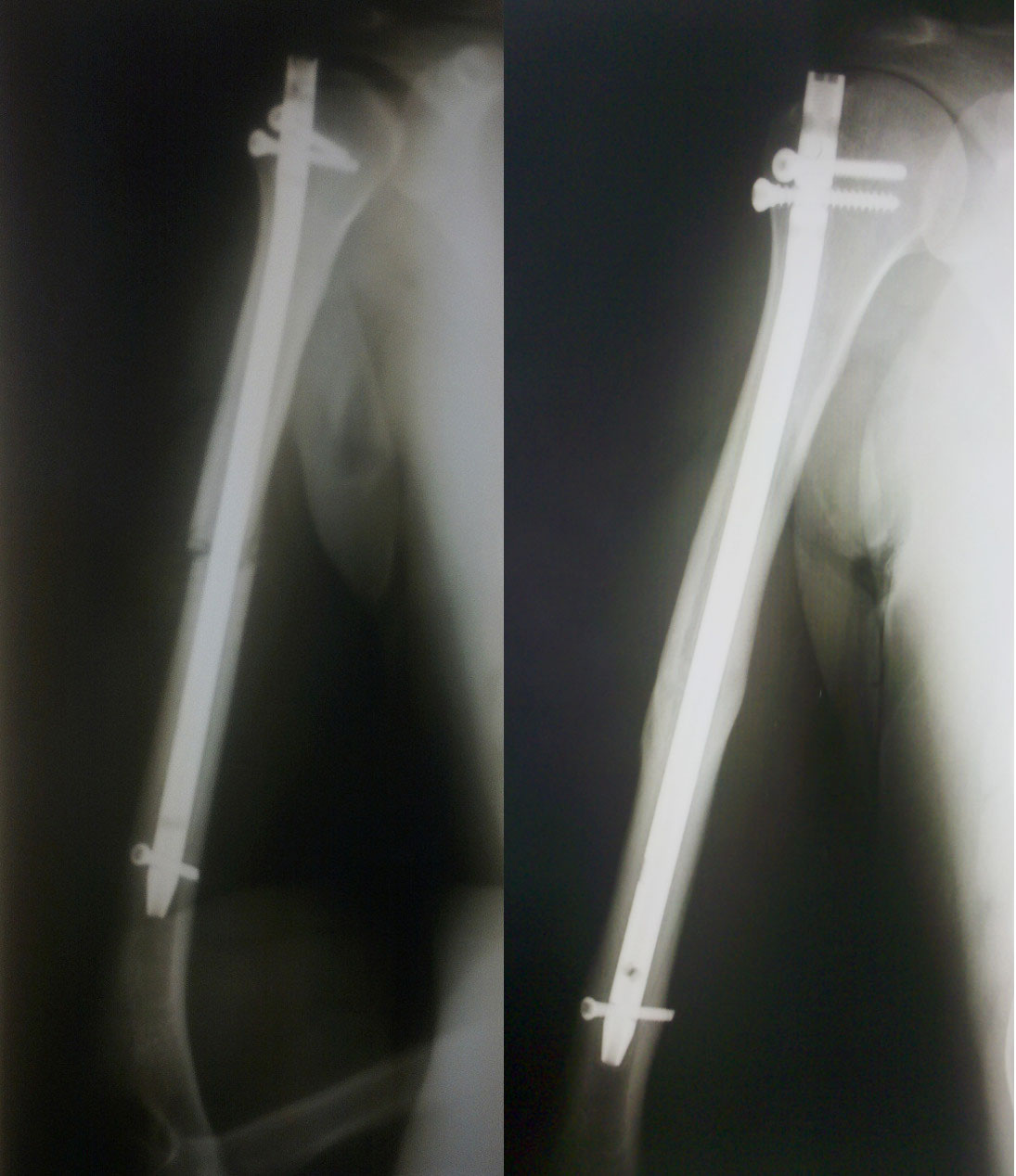
Остеосинтез плечової кістки інтрамедулярним стержнем одразу після операції та після зрощення, малоінвазивне виконання (мінімальні розрізи), впродовж загоювання пацієнт може користуватись кінцівкою